# Microglanis cibelae
Microglanis cibelae és una espècie de peix de la família dels pseudopimelòdids i de l'ordre dels siluriformes.

## Morfologia
- Els mascles poden assolir 7,1 cm de longitud total.
- Nombre de vèrtebres: 30.[5]

## Hàbitat
És un peix d'aigua dolça i de clima temperat.

## Distribució geogràfica
Es troba a Sud-amèrica: conques fluvials costaneres del nord de Rio Grande do Sul i Santa Catarina (Brasil).